# ハンス・クナッパーツブッシュ
ハンス・クナッパーツブッシュ（Hans Knappertsbusch, 1888年3月12日 - 1965年10月25日）は、ドイツの指揮者。ヨーロッパを中心に活躍し、とくにリヒャルト・ワーグナーやアントン・ブルックナーの解釈者として著名である。1951年から1964年にかけて、ほぼ毎年出演したバイロイト音楽祭では主幹的指揮者を務め、ワーグナーの演奏史上最も偉大な指揮者の一人として広く知られている。

## 出生 - 初期のキャリア

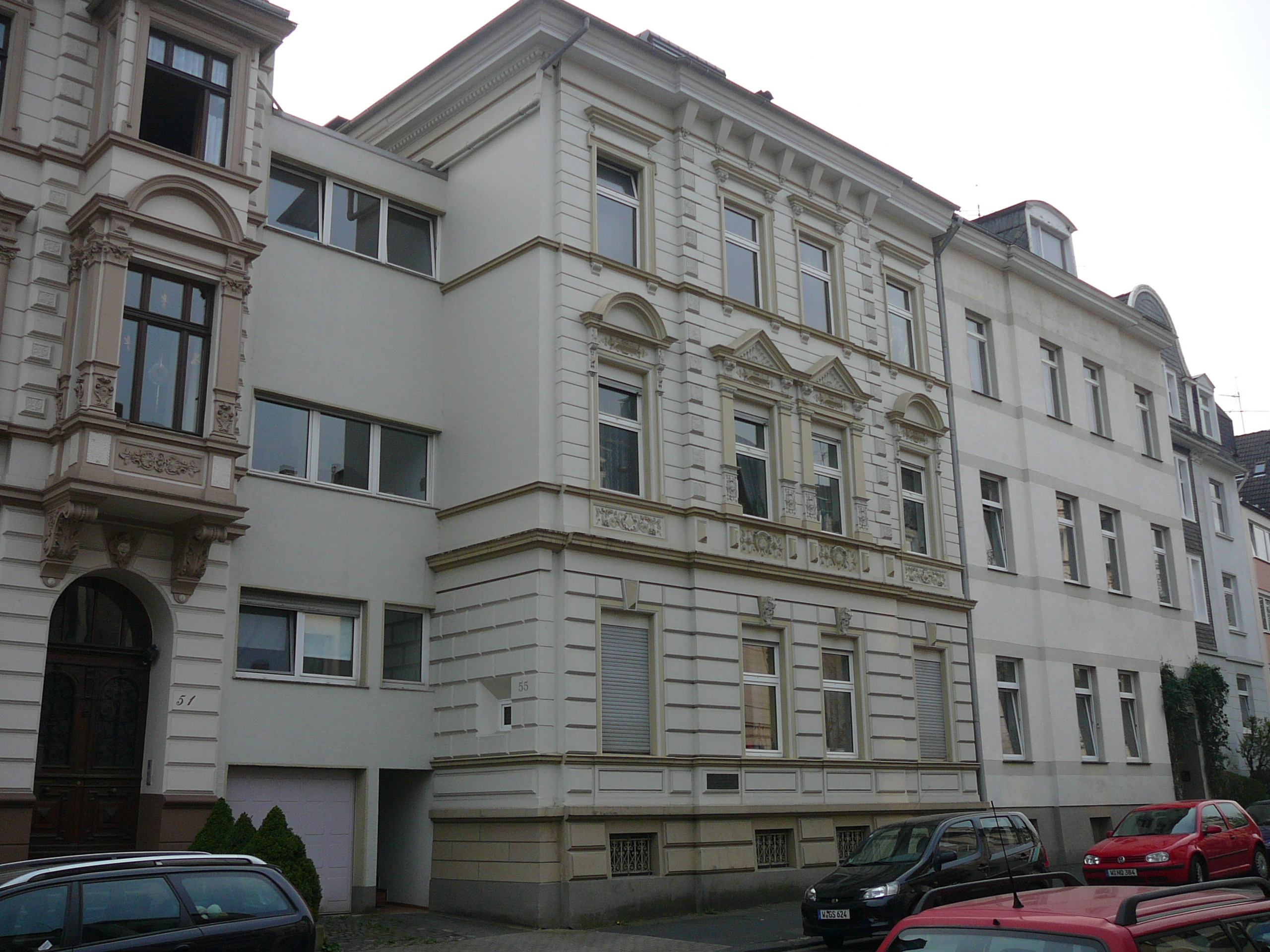
クナッパーツブッシュの生家（2009年）

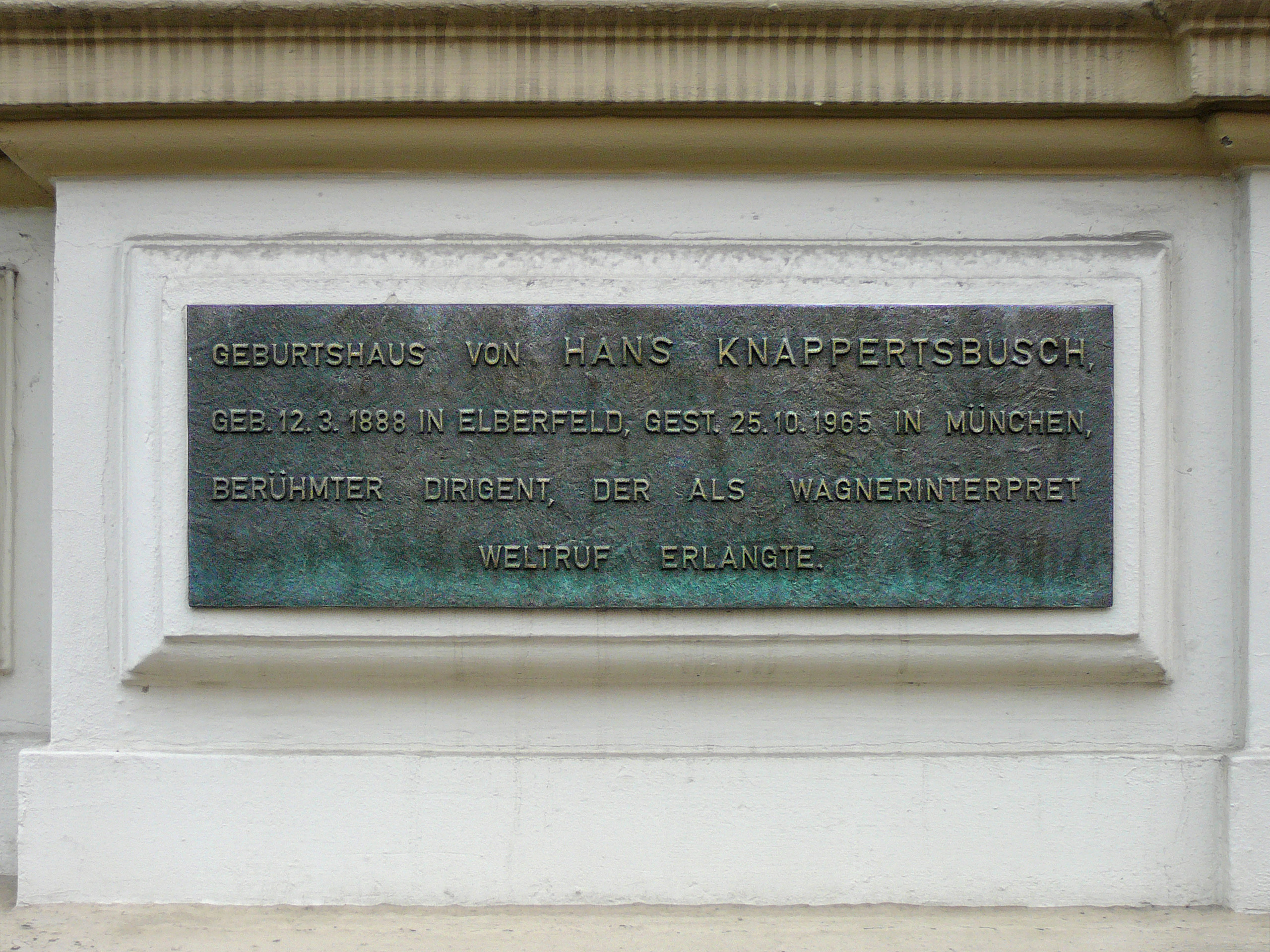
生家の銘板

ハンス・アルフレート・クナッパーツブッシュは1888年3月12日、ノルトライン＝ヴェストファーレン州のエルバーフェルト（現在のヴッパータール）で、蒸留酒製造業者のグスタフ・クナッパーツブッシュと妻のヘルミーネ・ユリアーネ・ベルタ（Hermine Juliane Berta, 旧姓ヴィーゲント）の二男一女の次男として生まれた。彼は子供の頃からヴァイオリンを弾き、コルネットを吹いた。彼は12歳のとき、ギムナジウムのオーケストラを指揮して街中の評判になったが、両親は息子が音楽の道に進むことを認めず、哲学を学ばせるためにアビトゥーアを受けさせ、1908年にボン大学に入学させた（彼は後にミュンヘンでも哲学を学び、卒業論文は『パルジファルにおけるクンドリー』であったと言われる）。しかし、彼は両親の意向に反して大学と並行してケルン音楽院で音楽を学んだ。そこで彼は院長のフリッツ・シュタインバッハから指揮法を、ケルン歌劇場の首席指揮者で作曲家のオットー・ローゼから作曲法を、クララ・シューマンとヨアヒム・ラフの弟子であるラッザロ・ウツィエッリからピアノを学んだ。
クナッパーツブッシュは1909年からカペルマイスターとしてミュールハイム・アン・デア・ルール、ボーフム、エルバーフェルト、ライプツィヒを拠点としてキャリアを開始し、1912年までの期間、当時バイロイト音楽祭の芸術監督であったジークフリート・ワーグナーと、当音楽祭で活躍したワーグナー指揮者、ハンス・リヒターのアシスタントを務めた。この時期は、彼の音楽解釈法に影響を与え、国際的な地位を占めるワーグナー指揮者としての彼の成長期となった。1913年9月15日、彼はエルバーフェルト劇場でルイ＝エメ・マイヤールのオペラ・コミック、『ヴィラールの竜騎兵』を指揮して正式な歌劇場デビューを飾り、翌1914年にはオランダのワーグナー音楽祭を指揮して初めて耳目を集めた。その後、第一次世界大戦への従軍を経て、1919年にデッサウのフリードリヒ劇場（現：アンハルト劇場）において、フランツ・ミコライの跡を継いでドイツ最年少の総合音楽監督となった。1922年にはミュンヘンに赴き、ブルーノ・ワルターの後任としてバイエルン国立歌劇場とオデオンのアカデミー・コンサートの監督に就任し、1935年までその任に当たった。その間の1924年には彼は教授に任命され、1929年の8月には初めてウィーン・フィルハーモニー管弦楽団を指揮して、クレメンス・フォン・フランケンシュタインの作品を録音し、同日夜のコンサートではベートーヴェンの交響曲第3番『英雄』をほとんど通し稽古を行なわずに演奏した。

## ナチス・ドイツ時代
リヒャルト・ワーグナーの没後50周年にあたる1933年、作家のトーマス・マンがミュンヘンで「リヒャルト・ワーグナーの苦悩と偉大さ」と題する講演を行い、ワーグナーと彼の作品に敬意を表すとともに多角的な批判を行なった。情熱的なワーグナー崇拝者であったクナッパーツブッシュはマンを非難すべく、作曲家ハンス・プフィッツナーの協力を得て「リヒャルト・ワーグナーの都市ミュンヘンへの抗議」を書き、マンの批判を厳しく攻撃し、とりわけマンのヴァイマル共和政への支持を糾弾した。抗議書は、リヒャルト・シュトラウスを含むミュンヘン市の約40名の著名な文化人や政治家の連名により、ラジオや日刊紙の「ミュンヒナー・ノイエステ・ナッハリヒテン」で発表された。
クナッパーツブッシュの政治的信条はドイツ民族主義であったが、彼はナチスの党員ではなく、ナチズムに同情的でもなかった。党に対する彼の個人的な反感は、すぐにナチ主義者によって彼が「政治的に信頼できない」人物とみなされることとなった。彼は政権下でコンサートのオープニングに演奏することを求められていたナチス党歌「旗を高く掲げよ」の演奏を拒否し、アドルフ・ヒトラーの怒りを買うことを辞さなかったので、その地位は長くは続かなかった。ヒトラーはクナッパーツブッシュによる遅いテンポの演奏を好まず、彼を軍楽隊長と呼んだ。1936年に彼はミュンヘン歌劇場の監督を解任されたが、第三帝国には優れた指揮者が不足していたため、すぐに禁止が解除された。1937年のオペラ監督はヒトラーに好意的で政体に従順なクレメンス・クラウスが就任している。
これらミュンヘンでの出来事により、クナッパーツブッシュは活動の拠点をオーストリアに移した。1936年、彼はウィーン国立歌劇場に初めて出演し、そこで常任客演指揮者となった。公式のオフィスはなかったものの、1944年まで国立歌劇場の運営に大きく関わり、1929年にデビューしていたザルツブルク音楽祭にも1937年から再び出演、この年はトスカニーニ、ワルター、フルトヴェングラーも出演し、この四名が一堂に会した最初で最後の機会となった。その後も終生ウィーン・フィルハーモニー管弦楽団を何度も指揮した。1938年にオーストリアがドイツ帝国に併合されると、クナッパーツブッシュは再びドイツ領で働きはじめ、戦時中はドイツの占領国や同盟国で、主にベルリン・フィルハーモニー管弦楽団とのコンサートを数回行ったが、ヴィルヘルム・フルトヴェングラーはこれを拒否した。
その後の9年間、クナッパーツブッシュは主にオーストリアの歌劇場とザルツブルク音楽祭で指揮を執り、ウィーン・フィルハーモニー管弦楽団との長い付き合いを続けた。彼はブダペストに客演し、ロンドンのコヴェント・ガーデンで指揮をした。やがて彼はナチスの統治下で指揮を続けることを許されたが、ミュンヘン市当局は彼を締め出したままだった。1944年6月30日、彼は数時間後に爆撃によって破壊されることになるウィーン国立歌劇場での最後の公演となった、ワーグナーの『神々の黄昏』を指揮した。ウィーン・フィルハーモニー管弦楽団の楽団長を務めたオットー・シュトラッサーは次のように回想している。
ウィーンへの砲撃が始まっていました。すでに6月には街の郊外に砲弾が落ち、オーケストラのすべてのメンバーは、これが最後の公演になることを知っていました。それはまさに神々の黄昏であり、ある時代の終焉でした。...誰もが同じ気持ちを抱いていました。クナッパーツブッシュが指揮を執り、それは彼の人生における最高のパフォーマンスの1つだったと思います。

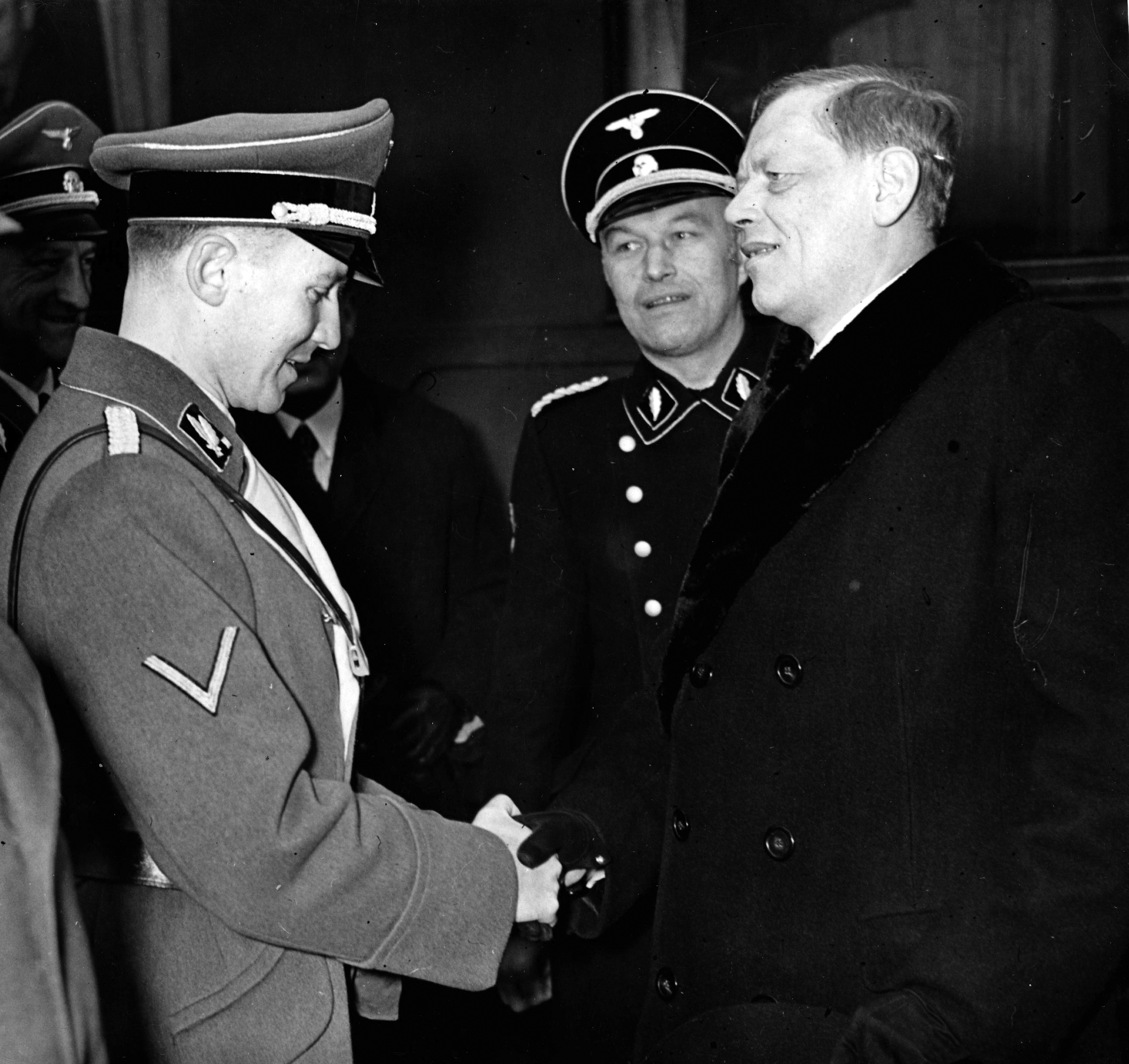
1939年12月、ナチス親衛隊少将のオットー・ヴェヒターと手袋をはめたまま握手をするクナッパーツブッシュ。

ナチ主義者との緊迫した関係にもかかわらず、クナッパーツブッシュは1943年と1944年のヒトラーの誕生日を祝う2回のコンサートなど、ナチス関連のイベントに参加することもあった。1943年1月30日には、彼はヒトラーから剣のない戦功十字章を授与された。このように、ナチス・ドイツ時代におけるクナッパーツブッシュの情況は、同僚の指揮者ヴィルヘルム・フルトヴェングラーと似通っており、その心はドイツの文化と芸術に深く根ざしていたため、彼は移住を想像することができず、また想像したくもなかった。しかし、ナチス・ドイツでの芸術活動のために、有名な指揮者でも政権による収奪から逃れられず、結局彼は協力せざるを得ないと考えるに至った。1944年8月、第二次世界大戦の最終段階で、彼の名前がヒトラー承認の「天才名簿」の最重要指揮者部門に記され、結果的に彼を銃後の災禍から救うこととなった。

## 第二次世界大戦後
戦後、ミュンヘンではクナッパーツブッシュの復帰を求める声が高まったが、ナチスのレジームの下で活動していた他の一流音楽家たちと同様に、彼は非ナチ化のプロセスにさらされ、第三帝国時代のクナッパーツブッシュのナチスに対する芸術活動を理由として、アメリカ人は彼に対して1945年の秋に演奏禁止令を科した。これは1946年12月に撤回されたが、占領下のアメリカ軍は戦時中にスイスに亡命していた若いユダヤ人音楽家のゲオルク・ショルティをミュンヘン歌劇場の総監督に任命した。のちにショルティはウィーン・フィルとのブルックナー交響曲第7番の録音セッション中にクナッパーツブッシュの訃報に接し、楽員たちにこう述べた。
戦後のミュンヘンでの私の任命に反対する理由があったかもしれないすべての人々の中で、他の誰よりも多くの理由を持っていた人がいました。それはハンス・クナッパーツブッシュでした。実際、経験が浅い私を本当に助けてくれた1人の男がいました。それはハンス・クナッパーツブッシュでした。彼はわたしにとって父親でした。
クナッパーツブッシュは1947年にバンベルク交響楽団を指揮して改めて活動を再開し、ミュンヘンとウィーンを中心に指揮活動を継続した。しかし、復帰後はもはや恒久的なポストを受け入れず、ほとんどフリーランスとなった。彼の仕事の拠点はミュンヘン、ウィーン、そして1951年以降においてはバイロイトとなった。彼は戦後の活動の地としてまずバイロイトを選び、次いでミュンヘンを本拠地とした。
1947年から1950年までは被災したウィーン国立歌劇場の代替劇場となったアン・デア・ウィーン劇場にも出演し、1955年11月からは再建後に新しくオープンしたウィーン国立歌劇場でリヒャルト・シュトラウスの『ばらの騎士』を指揮した。しかし、これが彼のウィーン国立歌劇場への最後の出演となり、1956年に劇場監督を引き継いだヘルベルト・フォン・カラヤンはもはや彼と関わらなかった。カラヤンは1947年からウィーン・フィルハーモニー管弦楽団との親密なコラボレーションを続け、特にレコーディング指揮者として、ウィーン劇場やザルツブルク音楽祭でのオーケストラコンサートに参加した。
クナッパーツブッシュの人生におけるもう1つのハイライトは1951年に訪れた。バイロイト音楽祭の新しい芸術監督となったヴィーラント・ワーグナーとヴォルフガング・ワーグナーは、戦後の音楽祭の再開のために彼を起用した。1953年を除き、彼は1964年まで毎年そこに出演し、『ニーベルングの指環』、『さまよえるオランダ人』、『ニュルンベルクのマイスタージンガー』などを指揮したが、とりわけ『パルジファル』を数多く指揮し、生涯最後の公演である1964年8月13日の演目も同作品で締めくくられた。それに先立つ1961年1月には客演先のブリュッセルで胃穿孔を発症し、胃の四分の三を切除する大手術を受けたが、恢復したのちも二メートル近い長身であった彼の体重が60キロ近くまで落ちた姿からは傍目にも衰えが見て取れ、オーケストラの楽員たちにもその指揮ぶりにはどこか告別を予見させる雰囲気が感じられるようになった。

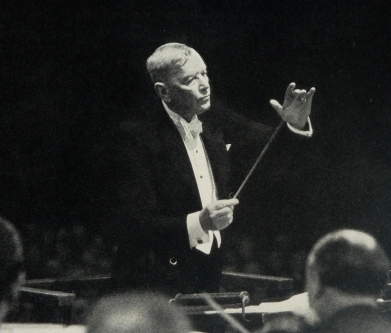
1963年11月21日、ミュンヘン国立劇場に出演するクナッパーツブッシュ。指揮をする姿を捉えた末期の写真。

1963年11月21日には第二次世界大戦で被災したバイエルン国立歌劇場のナティオナルテアター（ミュンヘン国立劇場）の再建記念コンサートにて、ベートーヴェンの『献堂式序曲』を指揮し、先に述べた1964年の生涯最後となるバイロイト公演を終えた9月末、クナッパーツブッシュは若い頃からの三半規管の疾患によりひどく転倒して股関節を骨折し、すぐに入院して手術を受けたが、そこから完全に恢復することはなかった。12月には退院して自宅療養を続けたが、1965年4月に主治医の勧めに従って、その年のバイロイト音楽祭への出演を断念することを表明した。彼は10月25日に急性心不全および循環不全により77歳で死去し、28日にミュンヘンのボーゲンハウゼン墓地に埋葬された（墓壁左53番）。葬儀には故人の意向により20名ほどのごく近しい人々のみが参列し、歌唱、楽器演奏等を一切排し慎ましく執り行われ、同僚たちは彼の死をたいへん嘆き悲しんだ。彼の墓には故人の遺志により質素な錬鉄製の十字架が建てられた。

## 追悼演奏会
1965年10月30日、バイエルン州立歌劇場で追悼式典が行われ、マインハルト・フォン・ツァリンガーの指揮でブラームスの交響曲第3番より第三楽章が演奏され、ロベルト・ヘーガーの指揮でワーグナーの『パルジファル』より第三幕の一部、ヨーゼフ・カイルベルトの指揮でワーグナーの『神々の黄昏』よりジークフリートの葬送行進曲が演奏された。11月11日にはウィーン楽友協会ホールでショルティとウィーン・フィルによる演奏会が行なわれ、ワーグナーの『神々の黄昏』よりジークフリートの葬送行進曲、ブルックナーの交響曲第7番より第二楽章が演奏された。11月17日にはミュンヘン市庁舎で追悼式典が行われ、ロベルト・ヘーガーがミュンヘン・フィルを指揮し、モーツァルトのセレナード第10番『グラン・パルティータ』より第三楽章のアダージョ、リヒャルト・シュトラウスの『メタモルフォーゼン』が演奏された。

## レパートリー

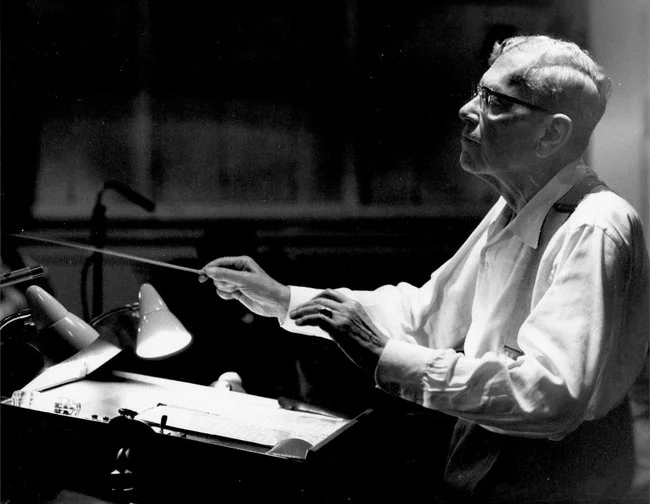
バイロイト音楽祭での指揮

クナッパーツブッシュは、ルートヴィヒ・ヴァン・ベートーヴェン、アントン・ブルックナー、ヨハネス・ブラームス、リヒャルト・シュトラウスの作品の録音で有名になった。しかし、何よりも、彼は20世紀の最も重要なワーグナー解釈者の一人と見なされている。リヒャルト・ワーグナーの作品は彼の心に深く存在しており、戦後はバイロイト音楽祭で無償で指揮した。なかでも『パルジファル』を最も愛し、彼がバイロイトで行った95回の公演のうち、この作品は55回上演された。なお、クナッパーツブッシュは音楽祭のためにバイロイトを訪れた際には必ずワーグナーの墓を詣でた。

### バイロイト音楽祭出演記録
- 1951年：パルジファル[注釈 20]、ニーベルングの指環、ニュルンベルクのマイスタージンガー（ヘルベルト・フォン・カラヤンと交代で指揮）
- 1952年：パルジファル、マイスタージンガー
- 1954年：パルジファル
- 1955年：パルジファル、さまよえるオランダ人（ヨーゼフ・カイルベルトと交代で指揮）
- 1956年：パルジファル、指環（カイルベルトと交代で指揮）
- 1957年：パルジファル（アンドレ・クリュイタンスと交代で指揮）、指環
- 1958年：パルジファル、指環
- 1959年：パルジファル
- 1960年：パルジファル、マイスタージンガー
- 1961年 - 1964年：パルジファル[注釈 21]

クナッパーツブッシュはミュンヘンに11年間留まり、リヒャルト・シュトラウスやトーマス・ビーチャムなどの客演指揮者を招聘するほか、自身の指揮でも高い評価を得た。1931年の『パルジファル』公演の後、ある評論家は「このオペラをゆっくりと演奏する勇気のある指揮者はほとんどいません。しかし、クナッパーツブッシュ教授は、徹底的にバランスのとれた解釈をしました...生命に満ち溢れ、哲学に満ち、魅力に満ち溢れています。」と書いた。同じ評論家は、戦後のバイロイトでのクナッパーツブッシュの活動ぶりは、アルトゥーロ・トスカニーニやヴィルヘルム・フルトヴェングラーなどのライバル指揮者よりも優位に立っているとした。
クナッパーツブッシュの芸術的志向は伝統的であり、革新的ではなかった。例えば戦後の作品は彼にとって嫌悪すべきものであった。それでも若い頃には同時代の音楽を受け入れていた。年齢を重ねるにつれて次第にそれらへの興味は失われたが、ミュンヘン滞在中にはヴァルター・ブラウンフェルスの『緑のズボンのドン・ギル』、エルマンノ・ヴォルフ＝フェラーリの『天の衣』、アルバート・コーツの『サミュエル・ペピーズ』、ヤロミール・ヴァインベルゲルの『愛しき声』、ヴィットリオ・ジャンニーニの『ルセディア』、ハンス・プフィッツナーの『心』の7つのオペラの初演を指揮していた。ドイツを訪問中のイギリス人指揮者エイドリアン・ボールトは、クナッパーツブッシュのモーツァルトの演奏がリズミカルな正確さに欠けていると認めたが、ワーグナー作品の指揮ぶりを称賛し、アルトゥール・ニキシュでさえ『トリスタンとイゾルデ』の圧倒的な演奏を生み出すことはできなかったと述べた。これらはドイツ語圏の国々に焦点をあてた作品であったが、クナッパーツブッシュは国際的にも大きな人気があり、ヨーロッパ各地のオペラハウスに次々と客演した。それはレニングラードからマドリード、ストックホルムからナポリまでと幅広かった。戦後も彼はしばしばパリで活躍した。しかし、彼はヨーロッパ以外の都市からの誘いを受け入れず、ニューヨークのメトロポリタン歌劇場からのオファーも断った。

1941年5月18日、ヘルシンキにてベルリン・フィルを指揮するクナッパーツブッシュ。

クナッパーツブッシュは嫌々ながら非常にささやかなリハーサルを行い、演奏中は直感に頼ることを好んだ。彼の身振りは指揮するときには普段控えめだったが、その示唆に富んだ性格のおかげで、オーケストラを最高のパフォーマンスに駆り立てることに成功した。時には視線や表情だけでも、楽員に自分の意思を伝えるのに十分だった。彼は音楽作品の再現におけるその瞬間の自発性を愛しており、比較的少ないレコードのためのスタジオ録音の親しい友人ではなかった。しかし、彼の演奏のライヴ録音は数多く保存されており、バッハからモーツァルト、ベートーヴェン、シューベルト、シューマン、ブラームス、チャイコフスキー、マーラー、リヒャルト・シュトラウス、シベリウス、フランツ・シュミット、レスピーギ、バルトーク、ストラヴィンスキー、テオドール・ベルガーを、オペラではリヒャルト・シュトラウスの他、ヴェルディやプッチーニ、コルンゴルト、ハンス・プフィッツナー、ヴォルフ＝フェラーリなども指揮していた。また、クナッパーツブッシュは作曲家のプフィッツナー、コルンゴルト、リヒャルト・シュトラウス、指揮者のレオ・ブレッヒと友情を保った。

### ブルックナーのスコア選択
ブルックナーの交響曲もクナッパーツブッシュの得意としたレパートリーであるが、原典版を使用しなかったことでも知られている。クナッパーツブッシュの若いころにはブルックナーのスコアはいわゆる「改訂版」しか出版されていなかった。この改訂版にはブルックナー以外の者による改変・カットなどがあったが、こうした改変・カットを見直すべく1935年以来ローベルト・ハースによって校訂された「原典版」が出版され、その後ハースに引き続いてレオポルト・ノヴァークによって校訂された新しい原典版も出版されていった（「ブルックナーの版問題」も参照のこと）。しかしクナッパーツブッシュはブルックナーの交響曲の演奏に際し、校訂された原典版は採用せず旧来の改訂版を使用した。クナッパーツブッシュが当時入手可能であった原典版を採り上げなかった理由は不明である。

### 作曲
クナッパーツブッシュはいくつかの楽曲も残している。
- ピアノのためのタランテラ 作品7 (Tarantelle op.7)[注釈 27]
- オーケストラ伴奏による3つの歌曲 作品13 (3 Lieder mit Orchestra. op.13)[注釈 28]

1. Über allen Gipfeln Ist Ruh「すべての山の頂きに安らぎが（さすらい人の夜の歌）」詩：ヨハン・ヴォルフガング・フォン・ゲーテ
2. So regnet es sich langsam ein「ゆるやかに雨が降る」詩：ツェーザル・フライシュレン
3. Ich lag von sanften Traum umflossen「私は柔らかな夢に包まれて横たわっていた」詩：フリードリヒ・リュッケルト

## 人物

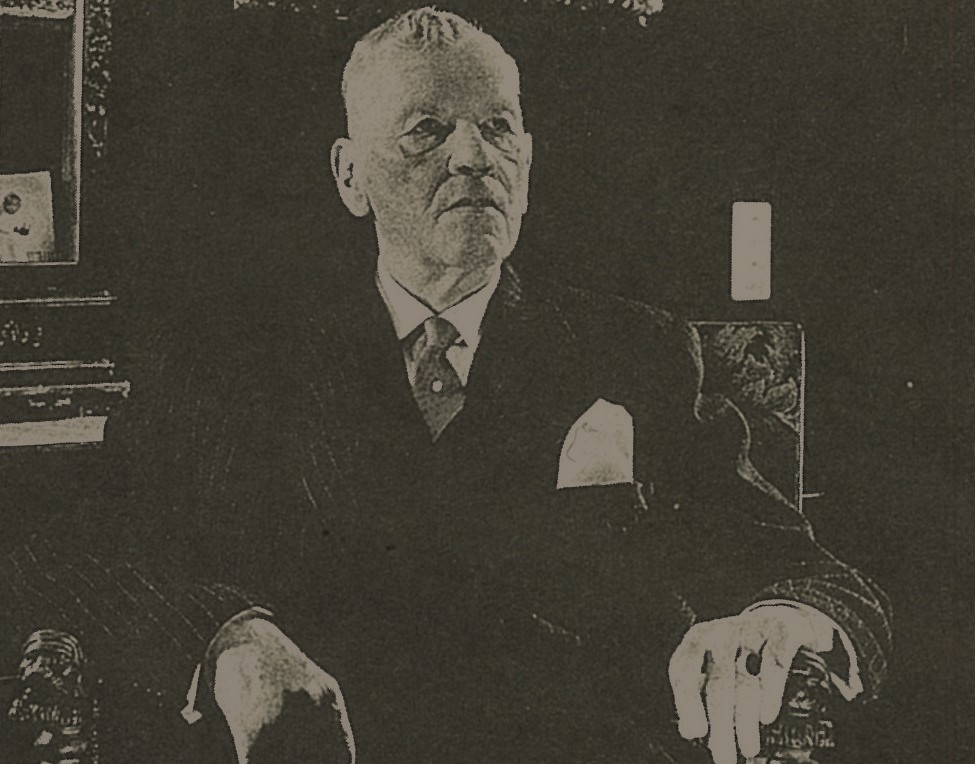
1962年ごろの自宅にて。背後のピアノに亡くなった娘の写真が飾られている。

クナッパーツブッシュは指揮者として異彩を放っていた。彼はドイツ本国で「クナ（der Kna）」と呼ばれ、その率直で気取らない厳めしい性格は、彼が放射したある種帝王的なアウラと相まって、老年期には人間的な魅力となり、ミュンヘンとウィーンで単なる音楽家を超えた特別な存在として尊敬を集め、「人気の名誉」を与えられた。1963年11月21日のバイエルン国立歌劇場再建記念コンサートでは、クナッパーツブッシュはベートーヴェンの「献堂式序曲」一曲のみを指揮したが、彼によるオペラ上演を期待したミュンヘン市民は市当局に対してデモ行進を行なっている。
オットー・シュトラッサーは、クナッパーツブッシュはまったくオリジナルな人物であって、いかなる尺度も彼には当てはまらなかったと述べている。多くの芸術的な人間と同様に、クナッパーツブッシュにも相反する二面性があり、その性格は強い意思と粗野な堅牢さに支配されつつも、高い感性とわずかな緩みによって中和されていた。彼の素朴でいくぶん控えめな性格も、聴衆やオーケストラから人気を博した。演奏会が終わると、彼はまずオーケストラに頭を下げ、楽員たちが演奏の奏功に重要な役割を果たしたことを表明し、楽員を部下としてではなく、協力者として扱った。また、彼は戦後の混乱期に不遇を囲っていた楽員を支援するために多くの私財を投じた。のちには、彼がナチス・ドイツ時代に迫害された人々を支援していたことも明らかになった。
レコード・プロデューサーのジョン・カルショウは1967年に次のように書いている。

その一方で、彼の粗野で不愉快な激しやすい性格も知られており、恐れられていた。マエストロの怒りは発火しやすく、かなり直截な言葉の脱線も珍しくなかった。著名なソプラノ歌手、ビルギット・ニルソンが報告したように、歌手はしばしば演奏中でさえもミスのために彼から大声で下品な言葉を浴びせられた。彼は実演におけるトラブル対処に長けていたが、ある時『ジークフリート』の公演で第二幕の開演時に金管セクションの一部の楽員が休憩から戻らなかった。わき目もふらずに指揮台に戻ってきたクナッパーツブッシュはチューバや第一トランペットが不在のまま指揮を始め、すぐに異変に気づいて演奏を止め楽員が戻るまで待機したものの、その後一年間マエストロの怒りは収まらなかったという。ナチスの支配者に対する彼の侮辱も名高いが、彼の特別な地位のために、生命を脅かすような危険には遭遇しなかった。クナッパーツブッシュが発した特異なヴィオラ・ジョークがある。
„Die Bratsche ist so überflüssig wie das Gemächt vom Papst.“
ヴィオラは教皇室と同じくらい余計なものだ。
オーストリアのジャーナリスト、アンドレアス・ノヴァークはクナッパーツブッシュを「不機嫌そうな人道主義者」と呼び、非常に適切に特徴付けている。

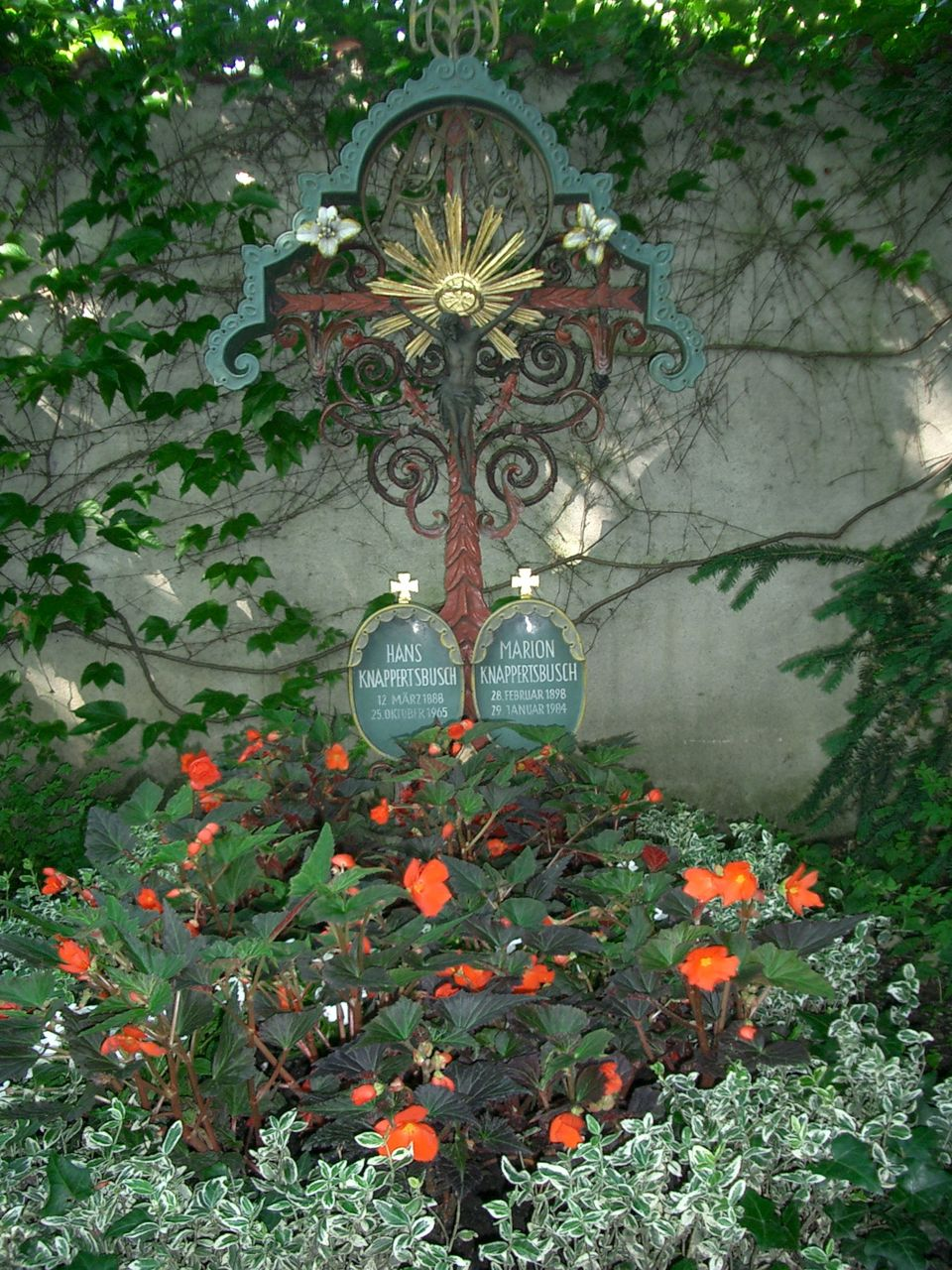
クナッパーツブッシュ夫妻の墓

私生活では、クナッパーツブッシュは2度の結婚歴があった。1918年にエルバーフェルト出身のエレン・ゼルマ・ノイハウス  (Ellen Selma Neuhaus, 1896年-1987年) と結婚し、娘のアニタ・クララ・ユーリエ (Anita Clara Julie, 1919年5月22日-1938年6月2日) が生まれたが、若くして脳腫瘍のために世を去った。エレンとの結婚生活は1925年に終わり、1926年にはプロイセン陸軍大佐のエーリヒ・フォン・ライプツィヒの娘で、ドイツの農場領主で人智学者のハンス＝ハッソ・フォン・フェルトハイムとは異母妹にあたるマリー・フォン（マリオン）・ライプツィヒ (1898年2月28日-1984年1月29日) と結婚し、その死まで共に過ごした。ヴォルフガング・ワーグナーによれば、クナッパーツブッシュは自宅の書斎に妻以外の人物が入ることを許さず、書斎にしつらえたアニタのマウゾレウムの鍵をペンダントとして身に着け、その写真を常に傍に置いていた。アニタが他界してほどない頃、ウィーン・フィルハーモニー管弦楽団の演奏旅行でミュンヘンを訪れたオットー・シュトラッサーは、マウエルキルヒャー通りのクナッパーツブッシュ邸へ弔問に行き、夫妻の歓待を受けた。クナッパーツブッシュは自ら客をもてなし、夕餉の後にワーグナーの『神々の黄昏』から第一幕第三場のヴァルトラウテの場面をピアノで演奏した。
マリオンはクナッパーツブッシュの没後、1966年1月に故人の遺言に従い、楽譜などの遺品200点余りをバイエルン州立図書館に寄贈したが、私的な書簡のたぐいは破棄され、彫刻家、ハンス・ヴィマー製作のミュンヘン市による記念碑建立の申し出も断った。マリオンはいかなる追悼式にも出席せず、その後も生前の夫に関する取材に応じることなく世を去り、夫と同じ墓地に埋葬された。

## 録音に対する姿勢
先に述べたように、クナッパーツブッシュは、彼と同業の何人かがしたようにレコードを信用しなかった。彼はベートーヴェンの交響曲第7番の1931年のミュンヘン盤（あるレビュアーによると「揺るぎない火の記念碑」）のような録音で賞賛されたが、彼はレコーディング・スタジオにいなかった。カルショウは次のように書いた。

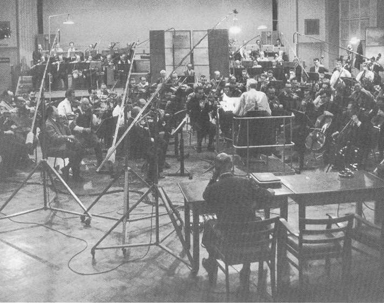
1962年、ウェストミンスター・レコードの録音セッション

とは言え、クナッパーツブッシュはいつも頑なにレコーディングやリハーサルを拒んでいたわけではない。1961年には、ウェストミンスター・レコードの録音セッション中にスタジオのコントロール・ルームで共演者や録音エンジニアと一緒にプレイバックを聴く姿が写真に収められており、ウィーン・フィルハーモニー管弦楽団とのリハーサル音声も残されている。クナッパーツブッシュはデッカ・レコードでおもにウィーン・フィルハーモニー管弦楽団と録音したが、ロンドン・フィルハーモニー管弦楽団、パリ音楽院管弦楽団、チューリッヒ・トーンハレ管弦楽団、スイス・ロマンド管弦楽団ともスタジオ録音を行なった。ワーグナーは、『マイスタージンガー』のスタジオ全曲録音が含まれ、ベートーヴェン、ブラームス、ブルックナー、シューベルト、ヨーゼフとヨハン・シュトラウス、リヒャルト・シュトラウス、チャイコフスキーとウェーバーの作品も含まれていた。アメリカ軍占領地区放送局のために作られた録音では、クナッパーツブッシュがベルリン・フィルハーモニー管弦楽団を指揮し、ベートーヴェン（第8番）、ブルックナー（第8番と第9番）、ハイドン（驚愕）、シューベルト（未完成）の交響曲の録音が出色であった。また、同じ組み合わせで『くるみ割り人形組曲』とウィンナ・ワルツ、オペレッタ音楽も録音した。

クナッパーツブッシュの最高の録音のいくつかは、1950年代と1960年代にバイロイトでのライヴ・パフォーマンス中に実現した。一例として『パルジファル』の1951年の公演はデッカによって録音され、1962年の公演はフィリップスによって録音された。どちらもカタログに残っており、1962年のセットがCDに移されたとき、音楽評論家のアラン・ブライスはグラモフォンに次のように書いた。
また、音楽学者のデリック・クックは、1962年版におけるテンポ設定は『パルジファル』の初演の指揮をしたヘルマン・レーヴィのそれに最も近いとしたうえで、そのゆったりとした幅広いテンポで緊張感を保ちながら表情を自在に変化させるところにクナッパーツブッシュの際立った特質があるとした。一方、デッカのチームは1951年にクナッパーツブッシュが指揮した『ニーベルングの指環』も録音したが、当時は契約上の理由から発表できず、1999年にこのツィクルスから『神々の黄昏』が発売された。

## 主な録音

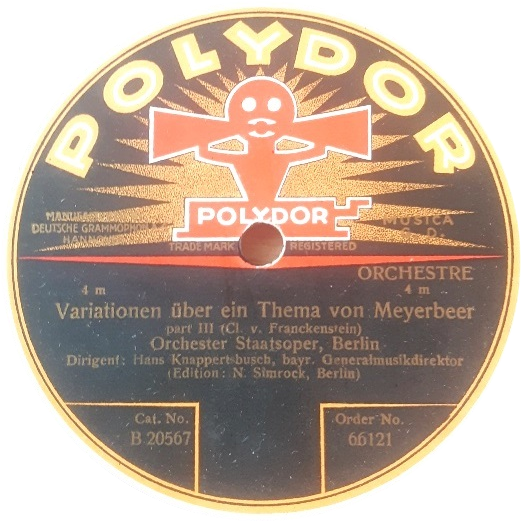
クナッパーツブッシュ指揮によるフランケンシュタイン『マイアベーアの主題による変奏曲』（1924年録音）のSPレコード・レーベル面

## 受章・顕彰

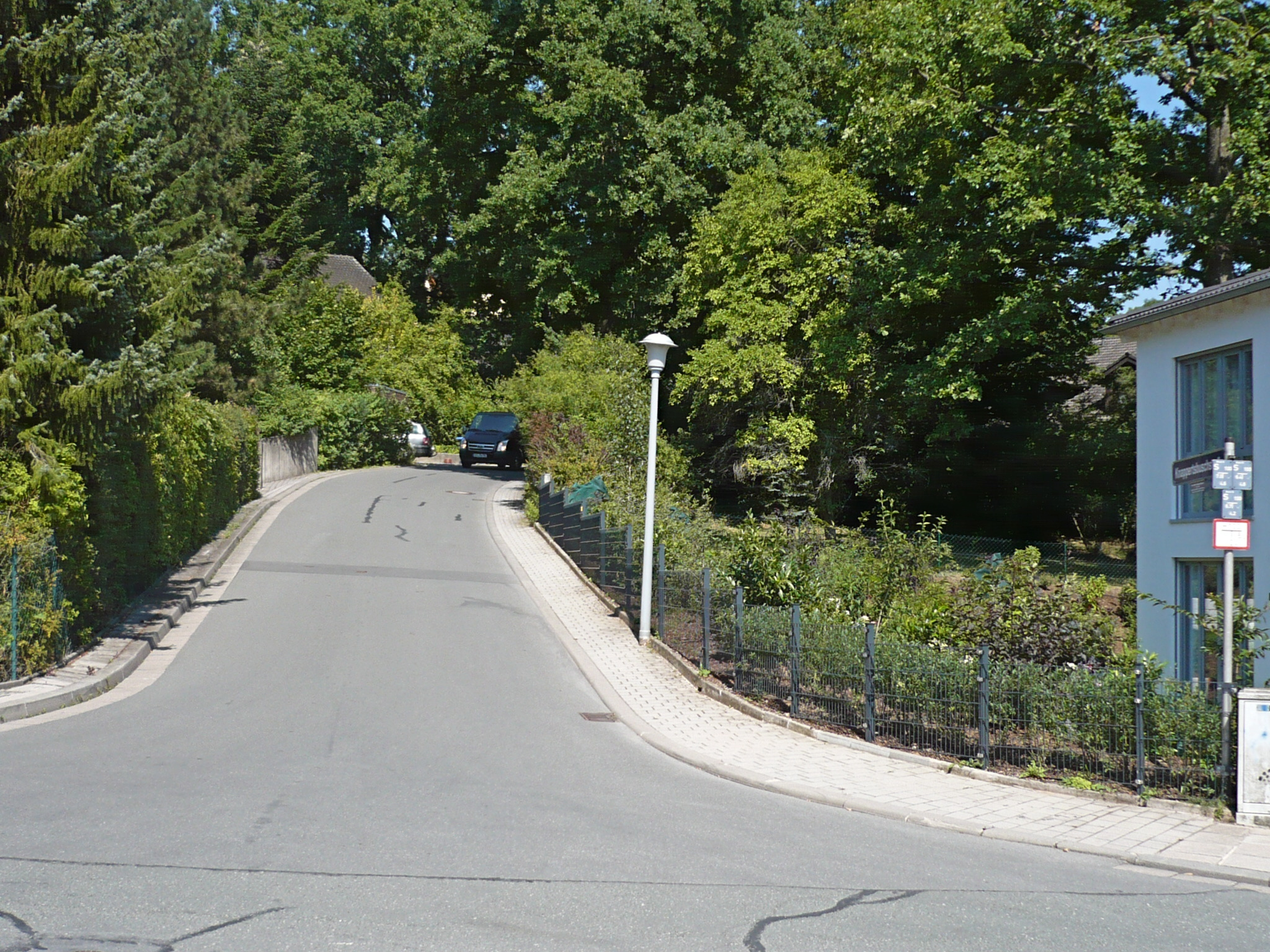
バイロイトのクナッパーツブッシュ通り（2012年）

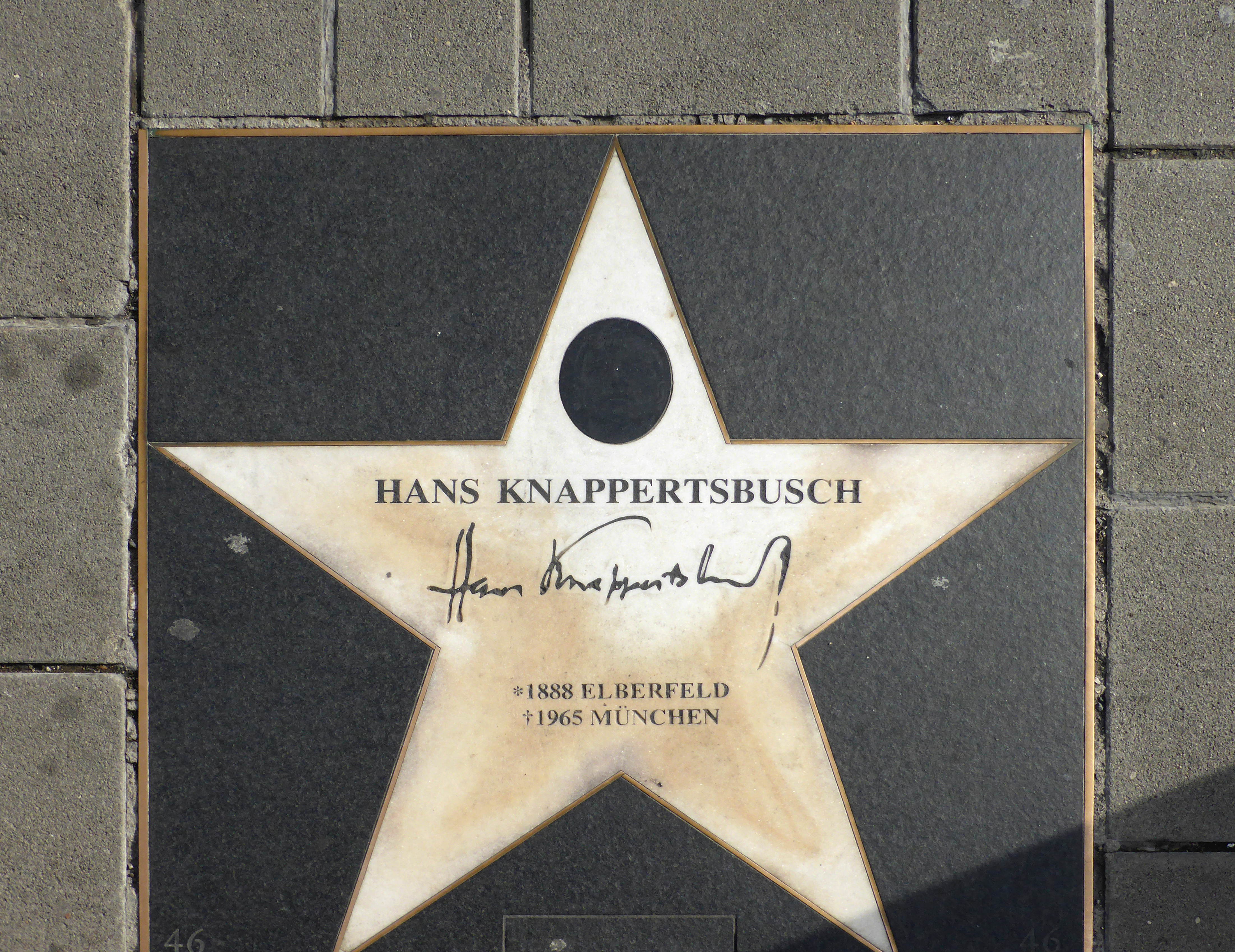
ムジーク・マイレ・ウィーンのクナッパーツブッシュの星

- 1943年 - 戦功十字章
- 1944年 - 帯剣聖ヤコブ騎士団章（ドイツ語版）司令官に任命。
- 1953年 - バイロイト名誉市民に選ばれる。
- 1958年 - バイエルン功労勲章（ドイツ語版）、ミュンヘン名誉金勲章[70]をそれぞれ受勲。70歳の誕生日にミュンヘン・フィルから名誉の指輪（Ehrenring der Münchner Philharmoniker）を贈られる[71]。レジオンドヌール勲章騎士に任命。
- 1963年 - ミュンヘン名誉市民に選ばれる。オーストリア科学芸術十字勲章（ドイツ語版）を受勲。
- 1937年、ドイツの彫刻家ベルンハルト・ブリーカー（ドイツ語版）は、クナッパーツブッシュの胸像を製作した[注釈 42]。ブリーカーは1958年にも肖像入りメダルを作製し、クナッパーツブッシュの70歳の誕生日にミュンヘン市より本人に贈呈された。
- バイエルン国立歌劇場のロビーには、画家のハンス・ユルゲン・カルマン（ドイツ語版）によるクナッパーツブッシュの肖像画が掲げられている。
- クナッパーツブッシュの没後、バイロイト、ボーゲンハウゼン（ドイツ語版）、プフォルツハイムにクナッパーツブッシュ通り（Knappertsbuschstraße）が制定された[注釈 43]。
- 1993年 - クナッパーツブッシュの生家が、ノルトライン＝ヴェストファーレン州の文化的記念建造物と、ヴッパータールの記念建造物に指定された。
- 2000年 - 代々クナッパーツブッシュ家が経営していたクナッパーツブッシュ蒸留所（ドイツ語版）が、ノルトライン＝ヴェストファーレン州の文化的記念建造物と、ヴッパータールの記念建造物に指定された。

## 関連文献
- 岩城宏之、属啓成「クナッパーツブッシュ逝く 最後の巨星!」『音楽の友』1965年12月号、音楽之友社、1965年。
- アレクサンダー・ヴィテシュニク 著、福原信夫/吉野忠彦 訳『ウィーン・フィル　えぴそーど』立風書房、1975年。
- オットー・シュトラッサー 著、芹澤ユリア 訳『栄光のウィーン・フィル ― 前楽団長が綴る半世紀の歴史』音楽之友社、1977年。ISBN 4276217806。
- 吉田秀和『世界の指揮者』新潮文庫、1982年。ISBN 978-4-10-124202-6。
- フランツ・ブラウン 著、野口剛夫 訳『クナッパーツブッシュの想い出』音楽之友社、1988年。ISBN 4276217806。
- 宇野功芳「ハンス・クナッパーツブッシュ 巨大な造型、壮大な響き、大波がうねるようなダイナミクス、すべてが破天荒な巨人」『クラシック 続・不滅の巨匠たち』音楽之友社、1994年、18頁 - 21頁。
- 吉田光司「曲目解説」『ハンス・クナッパーツブッシュ指揮、ミュンヘン・フィル。ブルックナー:交響曲第8番（改訂版）』ユニバーサルビクター/ビクターエンタテンメント、1997年。
- 舩木篤也「『改訂版』さいごの守護者？」『ハンス・クナッパーツブッシュ指揮、ミュンヘン・フィル。ブルックナー:交響曲第8番（改訂版）』ユニバーサルビクター/ビクターエンタテンメント、1997年。
- 吉田光司『Hans Knappertsbusch Discography』キング・インターナショナル、1999年。
- 奥波一秀『クナッパーツブッシュ ― 音楽と政治』みすず書房、2001年。ISBN 978-4-62-204265-5。
- 植村攻『新版・巨匠たちの音、巨匠たちの姿（1950年代・欧米コンサート風景）』東京創元社、2011年。ISBN 978-4-48-802466-6。
- 萩谷由喜子『諏訪根自子―美貌のヴァイオリニスト その劇的生涯 1920-2012』アルファベータ、2013年。ISBN 978-4-87-198577-2。
- 吉田真『バイロイト祝祭の黄金時代 ライヴ録音でたどるワーグナー上演史』アルファベータ〈20世紀の芸術と文学〉、2024年。ISBN 978-4-86598-111-7。